# Peine de mort en Suisse

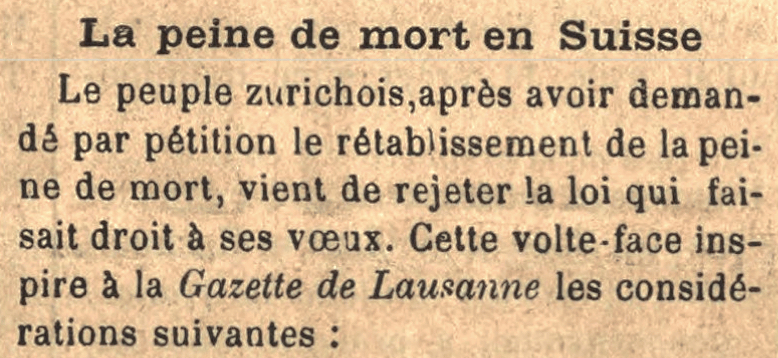
Article dans Le Courrier, en 1879.

En Suisse, la peine de mort est interdite au civil par la Constitution fédérale depuis 1942. Dans le code pénal militaire, elle est interdite depuis 1992.

## Histoire et abolition

### Avant 1848
Les cantons étaient autonomes concernant le droit pénal, ils auraient tous eu recours à la peine de mort. Les jugements étaient rendus selon l’usage car le droit était rarement écrit. Cependant en Suisse orientale, on a appliqué le code de procédure de l'empereur Charles Quint, la Lex Carolina de 1532. Les clauses de cette loi prévoyaient la mort non seulement en cas d'homicide, mais aussi pour les vols ou les actes homosexuels. Une aggravation de la peine était prévue dans certains cas, la fornication contre nature pouvait mener au bûcher, l'infanticide à l'enterrement vivant ou la noyade. Les exécutions étaient publiques (10 000 personnes à Genève en 1862). Le nombre d'exécutions capitales a diminué avec le temps, dans le canton de Zurich leur nombre passe de 327 au XVIIe siècle, à 145 exécutions au XVIIIe siècle.
Durant l’occupation française, dès avril 1799, la souveraineté cantonale en matière pénale est supprimée, les cantons devenant de simples entités administratives. Le nouveau code pénal suisse s'applique à toute la Suisse, et impose la décapitation comme unique mode d’exécution, considéré comme moins cruel (le code pénal français a introduit cette règle en 1791). La peine de mort a été étendue en janvier 1802 au vol, ce qui n’empêcha pas la criminalité d’augmenter. Les cantons reviennent à leurs anciennes traditions après 1803, nombre d’entre eux réintroduisent la Lex Carolina sous une forme atténuée. La plupart adoptent le droit pénal écrit seulement au début du XIXe siècle.

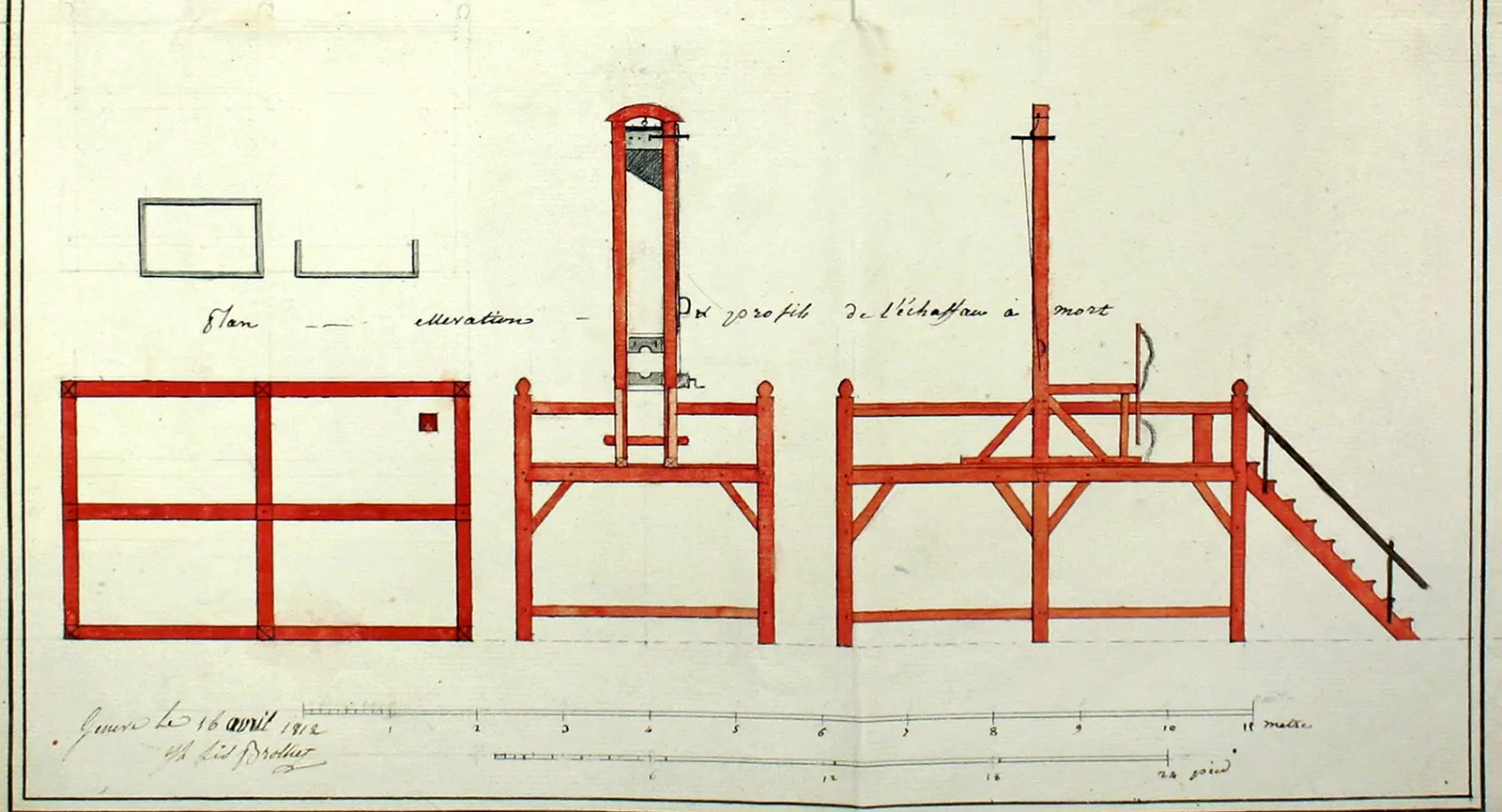
Guillotine de Genève.

À Genève, chef-lieu du département du Léman, une guillotine est construite en 1799 par le maître charpentier Jean-Nicolas Boiteux, il est aidé d’un serrurier, un forgeron et un sellier. De 1799 à 1813, 33 personnes dont une femme sont décapitées à la place de Neuve, au bas de la rampe de la Treille. Après le départ des Français, la guillotine reste en activité, six exécutions ont lieu jusqu’en 1862. Puis la loi est modifiée en 1871. La guillotine de Genève a été réalisée sur le modèle de celle de Chambéry, puis sert elle-même de modèle en 1836 pour construire celle de Zurich (connue plus tard sous le nom de « Guillotine de Lucerne »). La guillotine genevoise est remise en 1915 au musée d'art et d’histoire. À Zurich, le Grand Conseil avait pourtant refusé en janvier 1836 de remplacer « le glaive » par la guillotine, supprimant cependant la fonction de bourreau (payée 1 400 francs par an), remplacée par un crédit éventuel de 300 francs.

### De 1848 à 1940

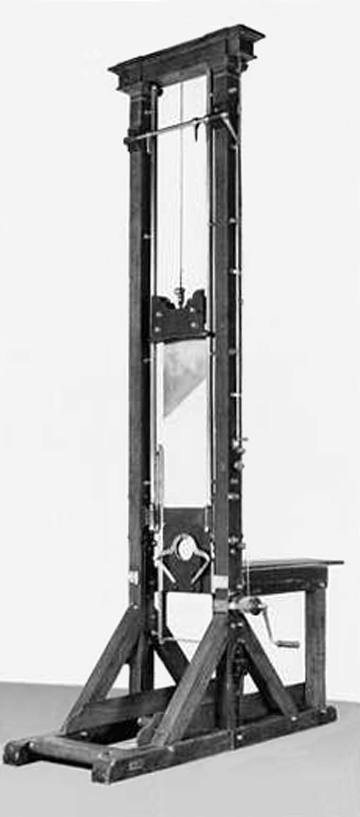
« Guillotine de Lucerne ».

La peine de mort en Suisse est exécutée par décapitation depuis l’occupation française de 1799. La peine de mort pour les crimes de droit commun a été une première fois abolie en 1874, puis réintroduite dans la Constitution à la suite d'un référendum en 1879, la proposition ayant recueilli 52,5 % des voix,. L'universitaire Paolo Passaglia relève que « le sujet resta, toutefois, très débattu, et les réserves contre l'application de la peine de mort restèrent très fortes, ce qui est prouvé par le nombre restreint (neuf, au total) des exécutions entre 1879 et 1940 ». Il y a en Suisse 22 condamnations à mort après 1879 dont neuf sont exécutées, car la plupart des condamnés font des recours en grâce.
La « Guillotine de Lucerne » a été construite en 1836 à Zurich sur la base du modèle genevois. Elle mesure 4 m de haut, peut se plier et est facilement transportable. Elle est utilisée six fois jusqu’en 1865, à Zurich. Le canton de Schaffhouse en fait l'acquisition en 1863, puis le canton de Lucerne l’emprunte en vue de l’exécution de Jakob Mattmann en 1885. Bien que celui-ci soit gracié l’engin reste à Lucerne, qui l'achète en 1904. Elle circule encore sur les lieux des neuf dernières exécutions entre 1892 et 1940, à Fribourg, Lucerne, Altdorf, Zoug et Sarnen. Stockée dans le galetas de la prison centrale de Lucerne, elle est remise au musée historique de Lucerne (de) quand la prison ferme ses portes en 1998,,.
Les lois cantonales ont varié après 1879, la peine de mort a été réintroduite entre 1880 et 1894 dans dix cantons. Quatre exécutions ont encore eu lieu dans le canton de Lucerne, et une dans chacun des cantons de Schwytz, Fribourg, Uri,  Zoug et Obwald. Aucune exécution n’a eu lieu dans les quatre autres cantons où la peine de mort était à nouveau possible : Appenzell Rhodes-Intérieures, Saint-Gall, Valais et Schaffhouse. 
Une initiative populaire réclamant cette réintroduction dans le canton de Zurich a été acceptée en 1883 par 29 000 contre 25 000 voix. Une modification de la constitution cantonale a été rédigée en conséquence, puis mise au vote, avec une recommandation du Kantonsrat (parlement cantonal) de la rejeter. En 1885, la population a suivi cette recommandation par 28 000 contre 21 000 voix, la constitution zurichoise est restée inchangée et la peine de mort n'a pas été réintroduite,.
La dernière personne exécutée civilement en Suisse romande est Etienne Chatton (de), en 1902. La dernière exécution civile en Suisse est celle de Hans Vollenweider en 1940 dans le Canton d'Obwald.

### Exécutions 1848-1944
| nom | âge | date             | lieu | méthode(s)          |                     | crime(s)                                                                                                 | présidence         |
| --- | --- | ---------------- | ---- | ------------------- | ------------------- | --- | ------------------ |
| Louis-Frédéric Richard                                                                                               | 43  | 11 juin 1850     | GE   | Guillotine          | Guillotine          | Meurtre en 1848 d’un vieillard, propriétaire au Grand-Saconnex (mentionné par Dostoïevski),              | Ernest Cramer      |
| Claude Vary | 40  | 25 mai 1861      | GE   | Guillotine          | Guillotine          | Meurtre d’un homme, de sa femme et de leur enfant,                                                       | Jean-Élisée Massé  |
| Maurice Elcy (de) | 20  | 26 mars 1862     | GE*  | Guillotine          | Guillotine          | Détrousse des messieurs, menace de dénoncer leurs pratiques intimes, tue l’un d'eux avec une canne-épée, | Jean-Élisée Massé  |
| Johann Ulrich Schläpfer                                                                                              | 41  | 1er juillet 1862 | AR*  | Epée                | Epée                | Meurtre avec une épée le 14 mai 1862, à Trogen                                                           | ?                  |
| Joseph Felber | 27  | 27 novembre 1863 | AG   | Epée                | Epée                | Meurtre et vol le 28 octobre 1863 près de Balzenwyl                                                      | Constant Fornerod  |
| Heinrich Götti | 37  | 10 mai 1865      | ZH*  | Epée                | Epée                | Meurtre par empoisonnement, entre 1849 et 1865, de six enfants qu'il a eu avec sa femme,                 | Karl Schenk        |
| Niklaus Emmenegger                                                                                                   | 37  | 6 juillet 1867   | LU   | Epée                | Epée                | Meurtre en ? d'un berger d’un alpage isolé, pour le voler                                                | Constant Fornerod  |
| Héli Freymond | ?   | 10 janvier 1868  | VD*  | Epée                | Epée                | Meurtre de sa femme en 1867, afin de refaire sa vie avec son amante                                      | Jakob Dubs         |
| Abolition de la peine de mort pour les crimes de droit commun en 1874, réintroduite dans la Constitution en 1879     |     |                  |      |                     |                     | |                    |
| Ferdinand Gatti | 24  | 18 mars 1892     | LU   | Guillotine          | 1                   | Meurtre en 1890 d'une institutrice après l'avoir mutilée et violée [réf. nécessaire]                     | Walter Hauser      |
| Johann Keller | 26  | 31 octobre 1893  | LU   | Guillotine          | 2                   | Meurtre en 1893 de sa maîtresse de vingt-et-un ans à coup de marteau [réf. nécessaire]                   | Karl Schenk        |
| Dominik Abegg | 48  | 22 mai 1894      | SZ*  | Guillotine          | 3                   | Meurtre entre 1874 et 1894 de deux femmes après les avoir violées [réf. nécessaire]                      | Emil Frey          |
| Etienne Chatton (de)                                                                                                 | 28  | 1er août 1902    | FR*  | Guillotine          | 4                   | Meurtre en 1901 de sa cousine de dix-sept ans d'un coup de hache dans la tête                            | Joseph Zemp        |
| Matthias Muff | 36  | 2 mai 1910       | LU   | Guillotine          | 5                   | Meurtre en 1909 de deux fermiers et de deux domestiques pour effacer ses dettes [réf. nécessaire]        | Robert Comtesse    |
| Anselme Wütschert (de)                                                                                               | 33  | 20 janvier 1915  | LU*  | Guillotine          | 6                   | Meurtre en 1914 d'une femme de vingt-deux ans en l'égorgeant après l'avoir violée                        | Giuseppe Motta     |
| Clément Bernet | 42  | 29 octobre 1924  | UR*  | Guillotine          | 7                   | Meurtre en 1924 d'une adolescente de quinze-ans lors d'un cambriolage [réf. nécessaire]                  | Ernest Chuard      |
| Paul Irniger (de) | 25  | 25 août 1939     | ZG*  | Guillotine          | 8                   | Meurtre en 1933 de deux chauffeurs de taxi et du gendarme venu l'arrêter,                                | Philipp Etter      |
| Hans Vollenweider | 32  | 18 octobre 1940  | OW*  | Guillotine          | 9                   | Meurtre en 1939 d'un chauffeur de taxi, d'un facteur et du policier venu l'arrêter                       | Marcel Pilet-Golaz |
| Abolition de la peine de mort pour les crimes de droit commun adoptée en 1938, entrée en vigueur le 1er janvier 1942 |     |                  |      |                     |                     | |                    |
| 17 exécutions durant la Seconde Guerre mondiale, de 1942 à 1944                                                      |     |                  |      |                     |                     | |                    |
| Hermann Grimm (ZH)                                                                                                   | 47  | 7 décembre 1944  | ZH   | Peloton d'exécution | Peloton d'exécution | Trahison, collaboration avec l'Allemagne. Exécution au Katzensee (de)                                    | Walther Stampfli   |
| Walter Laubscher (BE)                                                                                                | 47  | 7 décembre 1944  | ZH   | Peloton d'exécution | Peloton d'exécution | Trahison, collaboration avec l'Allemagne. Exécution au Katzensee (de)                                    | Walther Stampfli   |
| Samuel Plüss | 46  | 13 décembre 1944 | BL   | Peloton d'exécution | Peloton d'exécution | Trahison                                                                                                 | ?                  |
| Abolition de la peine de mort dans le code pénal militaire en 1992                                                   |     |                  |      |                     |                     | |                    |

(*) : dernières exécutions capitales civiles dans les cantons concernés.

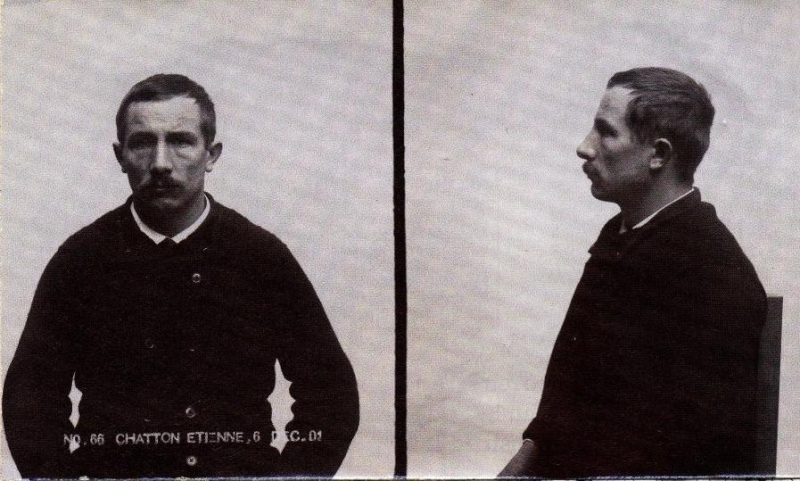
Etienne Chatton (de) exécuté en 1902
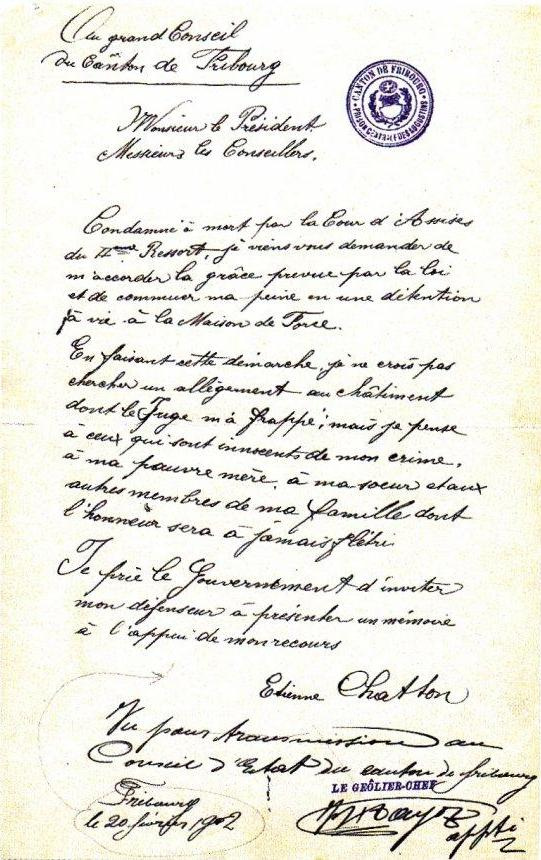
Recours en grâce de Chatton
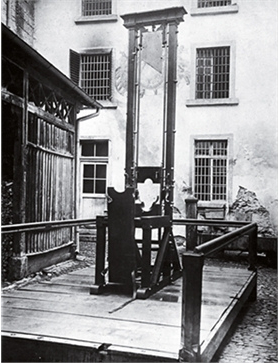
Guillotine à Fribourg en 1902
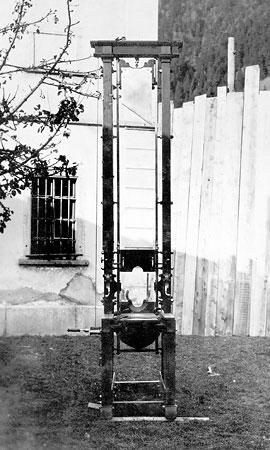
Guillotine à Altdorf en 1924
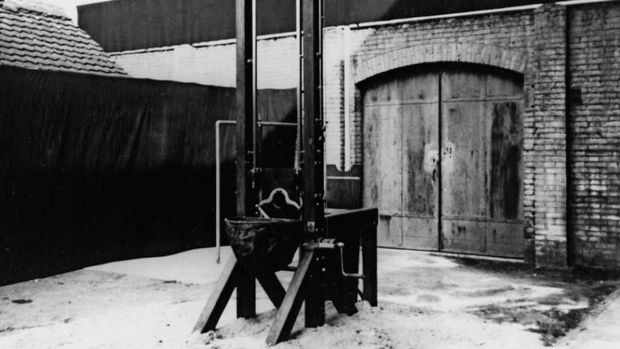
Guillotine à Zoug en 1939
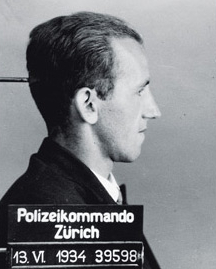
Hans Vollenweider exécuté en 1940

### Abolition
En 1938, le peuple adopte par 53,5 % des voix, un nouveau code pénal qui prévoit, entre autres, l'abolition de la peine de mort pour les crimes de droit commun, et entrera en vigueur le 1er janvier 1942,. Paolo Passaglia relève que « la majorité était claire, mais loin d'être plébiscitaire, surtout en raison du fait que les rétentionnistes étaient en majorité dans un bon nombre de Cantons, voire dans la plupart de ceux-ci ». La dernière exécution, celle d'Hans Vollenweider, intervient le 18 octobre 1940 dans le canton d'Obwald — où la cause rétentionniste avait obtenu près des quatre cinquièmes des suffrages lors du référendum —, plus d'un an avant l'entrée en vigueur de la réforme du code pénal,. Selon Paolo Passaglia, l'abolition de la peine de mort en Suisse « a été le résultat d'une majorité populaire étroite qui a basculé au cours des décennies, grâce à plusieurs facteurs, parmi lesquels figure certainement la raréfaction des exécutions, qui a progressivement privé les rétentionnistes de l'argument selon lequel la peine capitale est un instrument indispensable pour lutter contre la criminalité ».

### Seconde Guerre mondiale
Durant la Seconde Guerre mondiale, 17 personnes, parmi eux des membres de l'armée suisse, des civils ainsi que des étrangers, sont fusillés pour trahison entre 1942 et 1944. Cette dernière clause punissable de la peine de mort (droit pénal militaire) est à son tour abolie en 1992.

## Depuis la Seconde Guerre mondiale
La Suisse est signataire de divers traités interdisant la peine de mort, notamment :
- Pacte international relatif aux droits civils et politiques - ratifié le 18 juin 1992
- Deuxième protocole facultatif se rapportant au Pacte international relatif aux droits civils et politiques, visant à abolir la peine de mort - ratifié le 16 juin 1994
  - Troisième rapport présenté par la Suisse au Comité des droits de l'homme (extraits) le 17 décembre 2007.
- Convention relative aux droits de l'enfant - ratifiée le 24 février 1997 (signée le 1er mai 1991)
  - Rapport initial présenté par la Suisse au Comité des droits de l'enfant (extraits) le 19 octobre 2001
- Les protocoles n°6 (ratifié le 13 octobre 1987, signé le 28 avril 1983) et 13 (ratifié le 3 mai 2002, signé le 3 mai 2002) de la Convention européenne des droits de l'homme, relatif à l'abolition de la peine de mort en toutes circonstances ;

La Suisse a voté en 2007 et en 2008 une résolution de l'assemblée générale de l'Organisation des Nations unies appelant à l'abolition universelle de la peine de mort.
En février 2010, Genève a accueilli le quatrième Congrès mondial contre la peine de mort.
Le 11 octobre 2011, Paul Koller (ambassadeur suisse pour les questions de droits humains) prend la présidence tournante de la Commission internationale contre la peine de mort.
À l'initiative de la Belgique, du Bénin, du Costa Rica, de la France, du Mexique, de la Mongolie, de la République de Moldova et de la Suisse, le Conseil des droits de l'homme de l'ONU adopte une résolution sur la question de la peine de mort le 24 juin 2014.

## Tentatives de rétablissement
En 1979, le Conseil national rejette par 131 voix contre 3 une initiative parlementaire de Valentin Oehen réclamant la réintroduction de la peine de mort pour l'assassinat et la prise d'otages.
En 1985, une initiative populaire visant à rétablir la peine de mort pour les trafiquants de drogue n'avait pas recueilli le nombre nécessaire de signatures pour être soumise au vote du peuple.
En août 2010, une nouvelle initiative populaire visant à rétablir la peine de mort en cas de meurtre ou assassinat accompagné de violences sexuelles est retirée par ses proposants quelques jours après avoir été validée par la Chancellerie fédérale.